# Richie Tozier
Richard "Richie" Tozier es un personaje ficticio creado por Stephen King y uno de los personajes principales de su novela It de 1986. El personaje es miembro de "El Club de los Perdedores" y se considera el alivio cómico del grupo; Sin embargo, sus payasadas ruidosas a menudo lo meten en problemas, lo que lleva a que lo llamen "Richie 'Bocazas' Tozier" y a que sus amigos a menudo usen la frase "Beep Beep Richie" cuando quieren que se calle. Fue interpretado por Seth Green cuando era niño y Harry Anderson como adulto en la adaptación de la novela a la miniserie de 1990, y por Ankur Javeri cuando era niño y Nasirr Khan como adulto en la adaptación de la serie de televisión de 1998 de la novela. Más tarde, Finn Wolfhard lo interpretó cuando era niño y Bill Hader como adulto en la película de 2017 y su secuela de 2019.

## Biografía del personaje de ficción
Richard (Richie) Tozier nació el 7 de marzo de 1946 (novela), 1950 (miniserie) o 1976 (películas) y es hijo de Maggie y Wentworth Tozier. Richie es conocido por su personalidad ruidosa y sarcástica, lo que llevó a que sus compañeros lo llamaran "Richie 'Trashmouth' Tozier". Richie es buen amigo de Bill Denbrough y los demás miembros de The Losers Club: Stanley Uris, Eddie Kaspbrak, Ben Hanscom, Beverly Marsh y Mike Hanlon. Después de que Pennywise el payaso bailarín mata al hermano menor de Bill, Georgie, Richie y sus amigos tienen encuentros individuales con Pennywise antes de enfrentarlo colectivamente en Neibolt Street. Después de este encuentro, creen que lo han matado, pero juran que si no lo han logrado, algún día regresarán a Derry para terminar el trabajo.
27 años después, Richie es disc-jockey en Beverly Hills y uno de los únicos miembros de The Losers Club que nunca se ha casado. Richie recibe una llamada de Mike, que se quedó en Derry, que ha regresado, provocando la muerte de Adrian Mellon. Richie regresa a Derry y se reúne con The Losers Club, con quien se reencuentra con It una vez más. Finalmente, el grupo desciende a las alcantarillas para matarlo realizando el Ritual de Chud. Durante el ritual, hiere mortalmente y mata a Eddie, dejando a Richie devastado.

## Adaptaciones
Richie fue interpretado por Seth Green cuando era niño, y por Harry Anderson como adulto en la miniserie de 1990, y por Ankur Javeri cuando era niño y Nasir Khan como adulto (llamado "Raja") en la serie de televisión de 1998. La interpretación adulta es bien conocida por una escena en la que Pennywise se burla de él en una biblioteca pública, que se ha vuelto icónica por la actuación exagerada de Tim Curry.
Richie fue interpretado nuevamente por Finn Wolfhard en la película de 2017 y como adulto por Bill Hader en la secuela de 2019. Esta interpretación de Richie tiende a hacer más referencias a la cultura pop y se convierte en un comediante adulto en lugar de un DJ. Una teoría popular de los fanáticos sobre la interpretación del personaje de Wolfhard es que su familia tiene una tendencia a descuidar a Richie y que él lucha contra el TDAH.

### La sexualidad de Richie
En la adaptación de It Chapter Two, Richie es retratado como un enamorado secreto de Eddie Kaspbrak hasta la muerte de este último, y Eddie no se dio cuenta de estos sentimientos. Se confirma que la razón de Richie para hacer bromas es solo en parte un mecanismo de defensa para ocultar sus sentimientos por Eddie, ya que la mayoría de sus bromas se dirigen a él, en lugar de simplemente tratar de ser graciosos como en el libro u otra adaptación de IT. Esta película incorpora una escena en la que, cuando Pennywise mata a Eddie, Richie está visiblemente más molesto que el resto del Club de Perdedores. En una de las escenas finales de la película se revela que Richie vuelve a tallar sus iniciales y las de Eddie en un puente.
El director Andy Muschietti ha declarado que la decisión de representar a Richie como gay en It Chapter Two se basó en esta interpretación del libro. Stephen King dijo que si bien no tenía la intención de que hubiera un romance no correspondido entre los dos personajes, aprobó la historia y dijo que "es una de esas cosas que son geniales, porque se hace eco del comienzo [con el personaje gay de Adrian Mellon". "Se cierra el círculo. Al menos hay amor involucrado. Alguien se preocupa por [Eddie] y eso refleja el amor que la pareja de Adrian siente por él. Así que fue genial".

### Comedia
Richie es conocido como el comediante de El Club de los perdedores, y a menudo cuenta chistes en momentos inapropiados, lo que lleva a que sus amigos a menudo digan "Beep Beep, Richie" cuando quieren que deje de hablar. El humor de Richie ha sido visto como un mecanismo de defensa o como un llamado de atención. Se ha especulado que Richie usa su comedia como mecanismo de defensa, para ocultar su miedo no solo a Pennywise, sino también a no ser aceptado por El Club de los Perdedores. Una vez que Richie tiene su primer encuentro con Pennywise, su comedia también se convierte en un mecanismo de afrontamiento, ocultando sus temores sobre el ser sobrenatural y la posibilidad de su muerte a manos de la criatura. Estrictamente en It Capítulo Dos, algunos fanáticos han interpretado que el mecanismo de defensa cómico de Richie también sirve para ocultar sus sentimientos románticos por Eddie Kaspbrak. También se ha especulado que la comedia de Richie deriva de un sentimiento de abandono por parte de sus padres, y como un grito de atención por parte de sus amigos. Quiere tener de sus amigos la atención y el amor que no recibe en casa de sus padres.

## Apariciones en otras historias de King
Richie aparece brevemente en un cameo en la novela de King 22/11/63. En la novela, después de los eventos de Pennywise, se ve a Richie bailando con Beverly preparándose para un espectáculo de talentos. El viajero del tiempo Jake Epping se acerca a los dos y les pregunta sobre la familia Dunning. Luego, Epping les enseña a los dos a bailar correctamente. Sin embargo, este encuentro se borra al final de la novela cuando Epping elimina su huella en la historia.
En la novela de King, Duma Key, el extracto de la canción al principio es de una banda llamada Shark Puppy. En la página de créditos del libro, la canción está escrita por R. Tozier y W. Denbrough.

## Recepción
Las representaciones de Richie en la nueva versión de 2017 de Wolfhard y la secuela de 2019 de Hader fueron muy elogiadas y consideradas "robadoras de espectáculos". Ambas representaciones se destacaron por su alivio cómico y química con sus compañeros de reparto, en particular entre Wolfhard y Jack Dylan Grazer en la primera película y Hader y James Ransone en la segunda. La interpretación de Hader se destacó por su mezcla de comedia y drama cuando era necesario, así como por las sutiles referencias a la sexualidad de Richie y su amor implicado por Eddie, al que Pennywise se refiere como su "pequeño secreto sucio".